# Coronel Silvino
José Silvino da Silva (Guaiúba, 11 de maio de 1917 — Fortaleza, 22 de maio de 1984) também conhecido como Coronel Silvino, foi um policial militar, professor, escritor e advogado brasileiro.

## Família
Casado com Isabel Diogo da Silva, teve 12 filhos: Silvino Ângelo Neto (falecido), Maria Izaira Silvino da Silva, José Francisco Diogo da Silva, Catarina Maria Diogo da Silva, José Aparício Diogo da Silva (falecido), Antonio José Silvino da Silva (falecido), José Silvino da Silva Filho, Domingos José Diogo da Silva, Inácio de Loiola Diogo da Silva, Maria Verônica Diogo da Silva, Francisco de Assis Silvino da Silva, Maria Aparecida Silvino da Silva.

## Prefeitura de Boa Viagem
Em 1946 morre José Inácio de Carvalho, um ativista político de Boa Viagem gerando instabilidade no município. Para garantir a lei e a ordem, o então Tenente da PM assume a prefeitura sob intervenção política em Boa Viagem de 28 de novembro de 1946 a 4 de maio de 1947.
Em 1988 recebe uma homenagem póstuma do município dando nome a uma das ruas do Bairro Ponte Nova.

## BrasãoeBarretada PM

Brasão da policia militar do estado do Ceará

Em 27 de abril de 1959 participou como um dos membros da comissão que definiu o Brasão de Armas da Polícia Militar do Estado do Ceará (boletim do Comando-Geral nº 95, de 27 de abril de 1959). Foi o coronel Silvino que buscou auxílio ao Ministério da Guerra. O chefe do gabinete fotocartográfico do Exército Brasileiro da época, enviou a proposta que fora aceita pela comissão.
Em homenagem por ter sido Diretor de Ensino da Academia da Polícia Militar Edgar Facó, todo praça da ativa ou reserva que desempenhar as funções de Instrutor e Monitor, por mais de dois anos, recebe uma barreta de Ensino e Instrução com a efígie do Coronel José Silvino da Silva.

## Reestruturação da CAACE

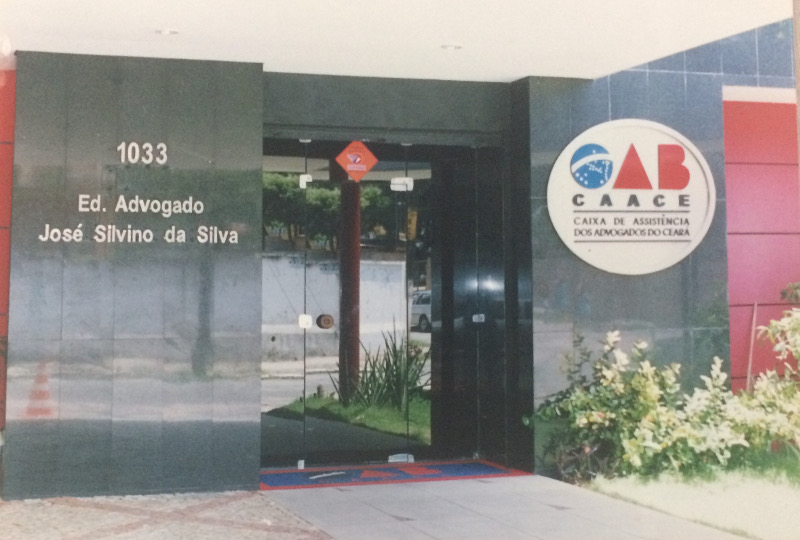
Prédio da Caixa de Assitência dos Advogados do Ceará

A CAACE, Caixa de Assistência dos Advogados do Ceará, ligada a OAB Ceará, foi fundada em 1946 e continuou a existir normalmente até 1971. Entre os anos de 1971 a 1973, não houve eleição para a diretoria. Segundo relatos da época, a Caixa se encontrava totalmente acéfala sendo inclusive apresentada uma proposta para sua extinção. Em 1972, José Feliciano de Carvalho e o advogado José Silvino da Silva elaboraram um plano de reestruturação com novo regimento interno.
O Coronel Silvino foi eleito presidente da instituição em 1973, onde permaneceu até ao dia de sua morte. Foi feita uma homenagem com o nome do edifício de sua sede na rua Dom Sebastião Leme, 1033 em Fortaleza.

## Rua em Fortaleza
No dia 12 de agosto de 1992, por meio do projeto nº 01851992 e proposta do então vereador Artur Bruno, foi encaminhada proposta de nomenclatura de uma das ruas da cidade de Fortaleza com o seu nome sendo aprovado.

## Livros

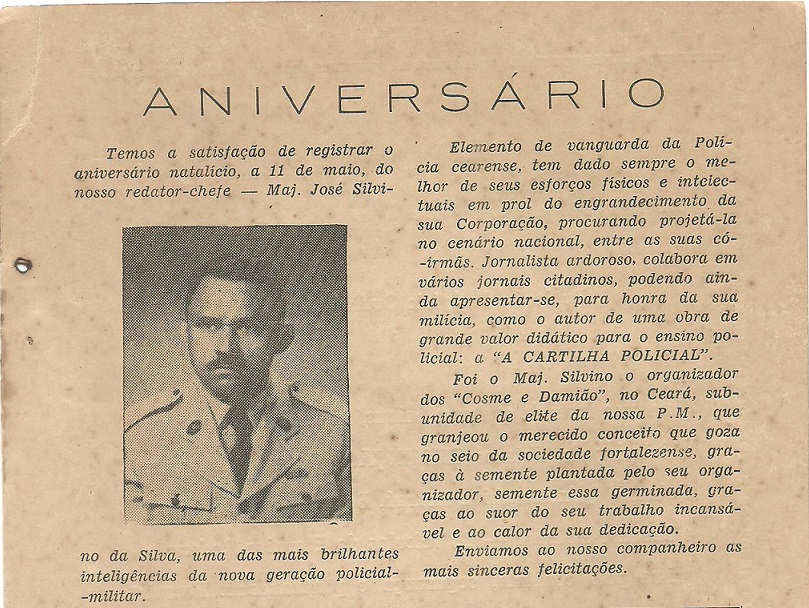
Revista policial número 55 relatando o criador do projeto Cosme e Damião no Ceará

1. Cartilha do Policial 1957 - gráfica Ranulfo
2. Cartilha do Policial 2ª edição 1960 Esc. Tip. São Francisco
3. Cartilha do Policial 3ª edição 1963 Ed. Instituto do Ceará
4. Policiar é Civilizar, 4ª Edição de Cartilha do Policial DIO - 1967
5. Do Inquérito Policial - 1969 - Imprensa Universitária do Ceará
6. “Ordinário, Marche!” (1981)

## Condecorações
1. Medalha Marechal Caetano de Faria

Recebimento da medalha Marechal Caetano de Faria

2. Medalha do Mérito do Policial Militar